# Veit Innerkofler
Veit Innerkofler (* 15. Juni 1856 in Sexten; † 15. März 1935 ebenda) war ein Tiroler Bauer und wie andere Familienangehörige Bergführer.

## Leben
Veit Innerkofler konnte ca. 20 Erstbesteigungen und Erstbegehungen in den Dolomiten durchführen und gilt damit als einer der bedeutendsten Erschließer dieses Gebirges. Weiters war er ein wichtiger Lehrmeister seines berühmteren Vetters Sepp. Besonders bekannt wurde er durch die Erstbegehung der Nordwand der Kleinen Zinne, die er 1890 zusammen mit Sepp Innerkofler realisieren konnte. Es war dies die erste Route in diesem Gebirge, die nicht auf dem leichtesten Weg zum Gipfel führte und galt als eine der schwierigsten Touren ihrer Zeit. Auch die Ostwand des Zwölferkofels konnte er mit seinem Vetter erstbegehen. Trotz seines hohen Alters kämpfte er noch im Ersten Weltkrieg als Hauptmann der Standschützen.